# Dados estatísticos da Volta a Espanha
A seguir mostram-se os dados estatísticos das diferentes edições da Volta a Espanha junto com seu respectivo vencedor.

## Palmarés
| Edição        | Ano                                           | Data                                          | Vencedor                                      | Tempo do vencedor                             | Quilómetros totais                            | Velocidade média                              | Nº Etapas                                     | Nº equipas participantes                      | Nº corredores que participaram                | Nº corredores que finalizaram                 |
| ------------- | --------------------------------------------- | --------------------------------------------- | --------------------------------------------- | --------------------------------------------- | --------------------------------------------- | --------------------------------------------- | --------------------------------------------- | --------------------------------------------- | --------------------------------------------- | --------------------------------------------- |
| I (1ª)        | 1935                                          | 29 abr - 15 maio                              | Gustaaf Deloor                                | 120:01’02’’                                   | 3.425                                         | 28,537 km/h                                   | 14                                            | -                                             | 50                                            | 29                                            |
| II (2ª)       | 1936                                          | 5 maio - 31 maio                              | Gustaaf Deloor                                | 150:07’54’’                                   | 3.407                                         | 28,994 km/h                                   | 21                                            | -                                             | 50                                            | 26                                            |
| 1937-1940     | Edições suspensas pela Guerra Civil Espanhola | Edições suspensas pela Guerra Civil Espanhola | Edições suspensas pela Guerra Civil Espanhola | Edições suspensas pela Guerra Civil Espanhola | Edições suspensas pela Guerra Civil Espanhola | Edições suspensas pela Guerra Civil Espanhola | Edições suspensas pela Guerra Civil Espanhola | Edições suspensas pela Guerra Civil Espanhola | Edições suspensas pela Guerra Civil Espanhola | Edições suspensas pela Guerra Civil Espanhola |
| III (3ª)      | 1941                                          | 12 junho - 6 julho                            | Julián Berrendero                             | 168:45’26’’                                   | 3.406                                         | 26,108 km/h                                   | 22                                            | -                                             | 32                                            | 16                                            |
| IV (4ª)       | 1942                                          | 30 junho - 19 julho                           | Julián Berrendero                             | 134:05’09’’                                   | 3.688                                         | 27,505 km/h                                   | 20                                            | -                                             | 40                                            | 18                                            |
| 1943-1944     | Edições suspensas pela II Guerra Mundial      | Edições suspensas pela II Guerra Mundial      | Edições suspensas pela II Guerra Mundial      | Edições suspensas pela II Guerra Mundial      | Edições suspensas pela II Guerra Mundial      | Edições suspensas pela II Guerra Mundial      | Edições suspensas pela II Guerra Mundial      | Edições suspensas pela II Guerra Mundial      | Edições suspensas pela II Guerra Mundial      | Edições suspensas pela II Guerra Mundial      |
| V (5ª)        | 1945                                          | 10 maio - 31 maio                             | Delio Rodríguez                               | 135:43’55’’                                   | 3.803                                         | 28,018 km/h                                   | 19                                            | -                                             | 51                                            | 26                                            |
| VI (6ª)       | 1946                                          | 7 maio - 30 maio                              | Dalmacio Langarica                            | 137:10’38’’                                   | 3.797                                         | 27,679 km/h                                   | 23                                            | -                                             | 48                                            | 28                                            |
| VII (7ª)      | 1947                                          | 12 maio - 5 junho                             | Edward van Dijck                              | 132:27’00’’                                   | 3.893                                         | 27,679 km/h                                   | 25                                            | -                                             | 47                                            | 27                                            |
| VIII (8ª)     | 1948                                          | 13 junho - 4 julho                            | Bernardo Ruiz                                 | 155:06’30’’                                   | 3.990                                         | 25,724 km/h                                   | 21                                            | 11                                            | 54                                            | 26                                            |
| 1949          | Edição suspensa                               | Edição suspensa                               | Edição suspensa                               | Edição suspensa                               | Edição suspensa                               | Edição suspensa                               | Edição suspensa                               | Edição suspensa                               | Edição suspensa                               | Edição suspensa                               |
| IX (9ª)       | 1950                                          | 17 ago - 10 set                               | Emilio Rodríguez                              | 134:49’19’’                                   | 3.932                                         | 29,118 km/h                                   | 25                                            | -                                             | 42                                            | 26                                            |
| 1951-1954     | Edições suspensas                             | Edições suspensas                             | Edições suspensas                             | Edições suspensas                             | Edições suspensas                             | Edições suspensas                             | Edições suspensas                             | Edições suspensas                             | Edições suspensas                             | Edições suspensas                             |
| X (10ª)       | 1955                                          | 23 abr - 8 maio                               | Predefinição:FRAB Jean Dotto                  | 84:04’22’’                                    | 2.740                                         | 33,799 km/h                                   | 15                                            | 18                                            | 106                                           | 63                                            |
| XI (11ª)      | 1956                                          | 26 abr - 13 maio                              | Angelo Conterno                               | 105:37’52’’                                   | 3.531                                         | 33,426 km/h                                   | 19                                            | 9                                             | 90                                            | 40                                            |
| XII (12ª)     | 1957                                          | 26 abr -12 maio                               | Jesús Loroño                                  | 84:44’06’’                                    | 2.967                                         | 35,008 km/h                                   | 16                                            | 9                                             | 90                                            | 54                                            |
| XIII (13ª)    | 1958                                          | 30 abr - 15 maio                              | Jean Stablinski                               | 94:54’21’’                                    | 3.250                                         | 32,248 km/h                                   | 19                                            | 10                                            | 100                                           | 45                                            |
| XIV (14ª)     | 1959                                          | 24 abr - 10 maio                              | Antonio Suárez                                | 84:36’20’’                                    | 3.048                                         | 36,012 km/h                                   | 18                                            | 9                                             | 90                                            | 41                                            |
| XV (15ª)      | 1960                                          | 29 abr - 15 maio                              | Franz Mulder                                  | 103:05’57’’                                   | 3.566                                         | 34,575 km/h                                   | 18                                            | 8                                             | 80                                            | 24                                            |
| XVI (16ª)     | 1961                                          | 29 abr - 11 maio                              | Angelino Soler                                | 77:36’17’’                                    | 2.823                                         | 36,377 km/h                                   | 17                                            | 10                                            | 90                                            | 41                                            |
| XVII (17ª)    | 1962                                          | 27 abr - 13 maio                              | Rudi Altig                                    | 78:35’27’’                                    | 2.806                                         | 35,684 km/h                                   | 17                                            | 9                                             | 90                                            | 48                                            |
| XVIII (18ª)   | 1963                                          | 1 maio -15 maio                               | Jacques Anquetil                              | 64:46’20’’                                    | 2.442                                         | 37,694 km/h                                   | 17                                            | 9                                             | 90                                            | 65                                            |
| XIX (19ª)     | 1964                                          | 30 abr - 16 maio                              | Raymond Poulidor                              | 78:23’35’’                                    | 2.921                                         | 36,633 km/h                                   | 19                                            | 8                                             | 80                                            | 49                                            |
| XX (20ª)      | 1965                                          | 29 abr - 16 maio                              | Rolf Wolfshohl                                | 92:36’03’’                                    | 3.409                                         | 36,954 km/h                                   | 20                                            | 10                                            | 100                                           | 51                                            |
| XXI (21ª)     | 1966                                          | 28 abr - 15 maio                              | Francisco Gabica                              | 78:53’55’’                                    | 2.951                                         | 37,605 km/h                                   | 22                                            | 9                                             | 90                                            | 55                                            |
| XXII (22ª)    | 1967                                          | 27 abr - 14 maio                              | Jan Janssen                                   | 76:38’04’’                                    | 2.951                                         | 37,605 km/h                                   | 21                                            | 10                                            | 110                                           | 73                                            |
| XXIII (23ª)   | 1968                                          | 25 abr - 12 maio                              | Felice Gimondi                                | 78:29’00’’                                    | 2.990                                         | 37,958 km/h                                   | 20                                            | 9                                             | 90                                            | 51                                            |
| XXIV (24ª)    | 1969                                          | 23 abr - 11 maio                              | Roger Pingeon                                 | 73:18’45’’                                    | 2.921                                         | 39,843 km/h                                   | 22                                            | 10                                            | 100                                           | 68                                            |
| XXV (25ª)     | 1970                                          | 23 abr - 12 maio                              | Luis Ocaña                                    | 89:57’12’’                                    | 3.568                                         | 39,576 km/h                                   | 22                                            | 10                                            | 109                                           | 59                                            |
| XXVI (26ª)    | 1971                                          | 29 abr - 16 maio                              | Ferdinand Bracke                              | 73:50’25’’                                    | 2.983                                         | 37,829 km/h                                   | 20                                            | 11                                            | 110                                           | 68                                            |
| XXVII (27ª)   | 1972                                          | 27 abr - 14 maio                              | José Manuel Fuente                            | 82:34’14’’                                    | 2.079                                         | 37,284 km/h                                   | 21                                            | 10                                            | 110                                           | 57                                            |
| XXVIII (28ª)  | 1973                                          | 26 abr - 13 maio                              | Eddy Merckx                                   | 84:40’50’’                                    | 3.061                                         | 36,098 km/h                                   | 22                                            | 8                                             | 80                                            | 62                                            |
| XXIX (29ª)    | 1974                                          | 23 abr - 12 maio                              | José Manuel Fuente                            | 86:48’18’’                                    | 2.987                                         | 34,420 km/h                                   | 22                                            | 9                                             | 88                                            | 55                                            |
| XXX (30ª)     | 1975                                          | 22 abr - 11 maio                              | Agustín Tamames                               | 88:00’56’’                                    | 3.104                                         | 34,945 km/h                                   | 22                                            | 9                                             | 90                                            | 54                                            |
| XXXI (31ª)    | 1976                                          | 27 abr - 16 maio                              | José Pesarrodona                              | 93:19’10’’                                    | 3.340                                         | 35,814 km/h                                   | 21                                            | 10                                            | 100                                           | 49                                            |
| XXXII (32ª)   | 1977                                          | 26 abr - 15 maio                              | Freddy Maertens                               | 78:54’36’’                                    | 2.785                                         | 35,294 km/h                                   | 21                                            | 7                                             | 70                                            | 54                                            |
| XXXIII (33ª)  | 1978                                          | 25 abr - 14 maio                              | Bernard Hinault                               | 85:24’14’’                                    | 2.995                                         | 35,014 km/h                                   | 22                                            | 10                                            | 99                                            | 42                                            |
| XXXIV (34ª)   | 1979                                          | 24 abr - 13 maio                              | Joop Zoetemelk                                | 94:57’03’’                                    | 3.373                                         | 35,529 km/h                                   | 23                                            | 9                                             | 90                                            | 65                                            |
| XXXV (35ª)    | 1980                                          | 22 abr - 11 maio                              | Faustino Rupérez                              | 88:23’21’’                                    | 3.225                                         | 36,486 km/h                                   | 20                                            | 11                                            | 110                                           | 63                                            |
| XXXVI (36ª)   | 1981                                          | 21 abr - 10 maio                              | Giovanni Battaglin                            | 98:04’49’’                                    | 3.499                                         | 35,675 km/h                                   | 22                                            | 8                                             | 80                                            | 65                                            |
| XXXVII (37ª)  | 1982                                          | 20 abr - 9 maio                               | Marino Lejarreta                              | 95:47’23’’                                    | 3.441                                         | 35,929 km/h                                   | 22                                            | 9                                             | 100                                           | 76                                            |
| XXXVIII (38ª) | 1983                                          | 19 abr - 8 maio                               | Bernard Hinault                               | 94:28’26’’                                    | 3.398                                         | 35,975 km/h                                   | 21                                            | 8                                             | 100                                           | 59                                            |
| XXXIX (39ª)   | 1984                                          | 17 abr - 6 maio                               | Eric Caritoux                                 | 90:08’03’’                                    | 3.354                                         | 37,214 km/h                                   | 21                                            | 13                                            | 130                                           | 97                                            |
| XL (40ª)      | 1985                                          | 23 abr - 12 maio                              | Pedro Delgado                                 | 95:58’00’’                                    | 3.471                                         | 36,174 km/h                                   | 20                                            | 17                                            | 169                                           | 101                                           |
| XLI (41ª)     | 1986                                          | 22 abr - 13 maio                              | Álvaro Pino                                   | 98:16’04’’                                    | 3.675                                         | 37,398 km/h                                   | 22                                            | 17                                            | 170                                           | 107                                           |
| XLII (42ª)    | 1987                                          | 23 abr - 15 maio                              | Luis Herrera                                  | 105:34’25’’                                   | 3.922                                         | 37,149 km/h                                   | 23                                            | 19                                            | 179                                           | 88                                            |
| XLIII (43ª)   | 1988                                          | 25 abr - 15 maio                              | Sean Kelly                                    | 89:19’23’’                                    | 3.440                                         | 38,506 km/h                                   | 21                                            | 18                                            | 180                                           | 106                                           |
| XLIV (44ª)    | 1989                                          | 24 abr - 15 maio                              | Pedro Delgado                                 | 93:01’17’’                                    | 3.656                                         | 39,309 km/h                                   | 23                                            | 21                                            | 189                                           | 143                                           |
| XLV (45ª)     | 1990                                          | 24 abr - 15 maio                              | Marco Giovannetti                             | 94:36’40’’                                    | 3.711                                         | 39,224 km/h                                   | 23                                            | 22                                            | 198                                           | 133                                           |
| XLVI (46ª)    | 1991                                          | 29 abr - 19 maio                              | Melcior Mauri                                 | 82:48’07’’                                    | 3.212                                         | 38,797 km/h                                   | 22                                            | 22                                            | 198                                           | 106                                           |
| XLVII (47ª)   | 1992                                          | 27 abr - 17 maio                              | Tony Rominger                                 | 96:14’50’’                                    | 3.558                                         | 36,968 km/h                                   | 22                                            | 21                                            | 188                                           | 139                                           |
| XLVIII (48ª)  | 1993                                          | 25 abr - 16 maio                              | Tony Rominger                                 | 96:07’03’’                                    | 3.585                                         | 37,303 km/h                                   | 21                                            | 16                                            | 169                                           | 114                                           |
| XLIX (49ª)    | 1994                                          | 25 abr - 15 maio                              | Tony Rominger                                 | 92:07’48’’                                    | 3.531                                         | 38,333 km/h                                   | 20                                            | 17                                            | 169                                           | 122                                           |
| L (50ª)       | 1995                                          | 7 - 29 set                                    | Laurent Jalabert                              | 95:30’33’’                                    | 3.750                                         | 39,246 km/h                                   | 22                                            | 20                                            | 180                                           | 118                                           |
| LI (51ª)      | 1996                                          | 7 - 29 set                                    | Alex Zülle                                    | 97:31’46’’                                    | 3.898                                         | 39,986 km/h                                   | 22                                            | 19                                            | 180                                           | 115                                           |
| LII (52ª)     | 1997                                          | 6 - 28 set                                    | Alex Zülle                                    | 91:15’55’’                                    | 3.784                                         | 41,344 km/h                                   | 22                                            | -                                             | 198                                           | 125                                           |
| LIII (53ª)    | 1998                                          | 5 - 27 set                                    | Abraham Olano                                 | 93:44’08’’                                    | 3.781                                         | 40,471 km/h                                   | 22                                            | 22                                            | 189                                           | 129                                           |
| LIV (54ª)     | 1999                                          | 4 - 26 set                                    | Jan Ullrich                                   | 89:52’03’’                                    | 3.576                                         | 39,790 km/h                                   | 22                                            | 21                                            | 189                                           | 115                                           |
| LV (55ª)      | 2000                                          | 26 - 17 set                                   | Roberto Heras                                 | 70:26’14’’                                    | 2.904                                         | 40,950 km/h                                   | 21                                            | 20                                            | 180                                           | 124                                           |
| LVI (56ª)     | 2001                                          | 8 - 30 set                                    | Ángel Casero                                  | 70:49’05’’                                    | 2.986                                         | 42,164 km/h                                   | 21                                            | 21                                            | 189                                           | 139                                           |
| LVII (57ª)    | 2002                                          | 7 - 29 set                                    | Aitor González                                | 75:13’52’’                                    | 3.134                                         | 41,792 km/h                                   | 21                                            | 23                                            | 207                                           | 132                                           |
| LVIII (58ª)   | 2003                                          | 6 - 28 set                                    | Roberto Heras                                 | 69:31’52’’                                    | 2.955                                         | 42,518 km/h                                   | 21                                            | 22                                            | 198                                           | 160                                           |
| LIX (59ª)     | 2004                                          | 4 - 26 set                                    | Roberto Heras                                 | 77:42’46’’                                    | 3.034                                         | 39,041 km/h                                   | 21                                            | 21                                            | 188                                           | 120                                           |
| LX (60ª)      | 2005                                          | 27 ago - 18 set                               | Roberto Heras                                 | 82:22’55’’                                    | 3.373                                         | 40,850 km/h                                   | 21                                            | 22                                            | 198                                           | 128 (127)                                     |
| LXI (61ª)     | 2006                                          | 26 ago - 17 set                               | Alexandre Vinokourov                          | 81:23’07’’                                    | 3.213                                         | 39,480 km/h                                   | 21                                            | 21                                            | 189                                           | 134                                           |
| LXII (62ª)    | 2007                                          | 1 - 23 set                                    | Denis Menchov                                 | 80:59’07’’                                    | 3.291                                         | 40,486 km/h                                   | 21                                            | 21                                            | 189                                           | 155                                           |
| LXIII (63ª)   | 2008                                          | 30 ago - 21 set                               | Alberto Contador                              | 80:40’08’’                                    | 3.169                                         | 40,486 km/h                                   | 21                                            | 19                                            | 171                                           | 131                                           |
| LXIV (64ª)    | 2009                                          | 29 ago - 20 set                               | Alejandro Valverde                            | 87:22’37’’                                    | 3.295                                         | 37,725 km/h                                   | 21                                            | 22                                            | 198                                           | 139                                           |
| LXV (65ª)     | 2010                                          | 28 ago - 19 set                               | Vincenzo Nibali                               | 87:18’33’’                                    | 3.246                                         | 37,178 km/h                                   | 21                                            | 22                                            | 198                                           | 155 (154)                                     |
| LXVI (66ª)    | 2011                                          | 20 ago - 11 set                               | Juanjo Cobo                                   | 84:59’31’’                                    | 3.320                                         | 39,062 km/h                                   | 21                                            | 22                                            | 198                                           | 167                                           |
| LXVII (67ª)   | 2012                                          | 18 ago - 9 set                                | Alberto Contador                              | 84:59’49’’                                    | 3.296                                         | 38,964 km/h                                   | 21                                            | 22                                            | 198                                           | 175                                           |
| LXVIII (68ª)  | 2013                                          | 24 ago - 15 set                               | Chris Horner                                  | 84:36’04’’                                    | 3.358,9                                       | 39,702 km/h                                   | 21                                            | 22                                            | 197                                           | 144                                           |
| LXIX (69ª)    | 2014                                          | 23 ago - 14 set                               | Alberto Contador                              | 81:25’05’’                                    | 3.191,3                                       | 39,196 km/h                                   | 21                                            | 22                                            | 198                                           | 159                                           |
| LXX (70ª)     | 2015                                          | 22 ago - 13 set                               | Fabio Aru                                     | 85:36’13’’                                    | 3.358,1                                       | 39,229 km/h                                   | 21                                            | 22                                            | 198                                           | 158                                           |
| LXXI (71ª)    | 2016                                          | 20 ago - 11 set                               | Nairo Quintana                                | 80:42’36’’                                    | 3.315,4                                       | 39,693 km/h                                   | 21                                            | 22                                            | 198                                           | 159                                           |
| LXXII (72ª)   | 2017                                          | 19 ago - 10 set                               | Chris Froome                                  | 82:30’02’’                                    | 3.297,7                                       | 39,971 km/h                                   | 21                                            | 22                                            | 198                                           | 158                                           |
| LXXIII (73ª)  | 2018                                          | 25 ago - 16 set                               | Simon Yates                                   | 82:05’58’’                                    | 3.271,4                                       | 39,846 km/h                                   | 21                                            | 22                                            | 176                                           | 158                                           |
| LXXIV (74ª)   | 2019                                          | 24 ago - 15 set                               | Primož Roglič                                 | 83:07’31’’                                    | 3.290,7                                       | 39,587 km/h                                   | 21                                            | 22                                            | 176                                           | 153                                           |
| LXXV (75ª)    | 2020                                          | 20 out - 08 nov                               | Primož Roglič                                 | 72:46’12’’                                    | 2.908                                         | 39,961 km/h                                   | 18                                            | 22                                            | 176                                           | 142                                           |

- A negrito dados destacados os valores máximos e mínimos de cada coluna.

## Marcas
- Tempo do vencedor
  - Maior tempo do vencedor: Julián Berrendero 155:06’30’’ (num percurso sobre 3.406 km.), em 1941.
  - Menor tempo do vencedor: Jacques Anquetil 64:46’20’’ (num percurso sobre 2.442 km.), em 1963.

- Quilómetros
  - Mais quilómetros: 4.442 km., em 1941.
  - Menos quilómetros: 2.419 km., em 1963.

- Velocidade média
  - Maior velocidade média (edição mais rápida): 42,518 km/h., em 2003.
  - Menor velocidade média (edição mais lenta): 25,723 km/h., em 1948.

- Participações
  - Mais participações: Íñigo Cuesta, 17 (1994-2010).
  - Mais participações consecutivas: Íñigo Cuesta, 17 (1994-2010).

- Participantes
  - Maior número de equipas participantes: 23 (para um total de 207 corredores), em 2002.
  - Menor número de equipas participantes: 7 (para um total de 70 corredores) em 1977.
  - Maior número de corredores participantes: 207 (divididos em 23 equipas), em 2002.
  - Menor número de corredores participantes: 32, em 1941.

- Voltas finalizadas
  - Mais Voltas finalizadas: Federico Etxabe e Íñigo Cuesta, com 14 edições a cada um.
  - Mais Voltas finalizadas de forma consecutiva: Federico Etxabe, 14 (1982-1995).

- Finalizam
  - Maior número de corredores que finalizam: 167, em 2011.
  - Menor número de corredores que finalizam: 16, em 1941.
  - Percentagem de maior número de corredores que finalizam com respeito aos participantes: 88,3%, em 2012 (começaram 198 e finalizaram 175).
  - Percentagem de menor número de corredores que finalizam com respeito aos participantes: 30%, em 1960 (começaram 80 e finalizaram 24).

- Retirados
  - Maior número de retirados: 111, em 1987.
  - Menor número de retirados: 16, em 1941.
  - Percentagem de maior número de retirados com respeito aos participantes: 70%, em 1960 (começaram 80 e finalizaram 24).
  - Percentagem de menor número de retirados com respeito aos participantes: 11,6% em 2012 (começaram 198 e finalizaram 175).

- Etapas
  - Maior número de etapas: 25 (23 "normais" e 1 com duplo sector), em 1947 e 1950.
  - Menor número de etapas: 14 (14 "normais") na primeira edição de 1935.